# Codonopsis bragaensis
Codonopsis bragaensis là loài thực vật có hoa trong họ Hoa chuông. Loài này được Grey-Wilson mô tả khoa học đầu tiên năm 1990.